# Артурас Карнішовас
Артурас Карнішовас (27 квітня 1971) — литовський баскетболіст.
Бронзовий призер Олімпійських Ігор 1992, 1996 років.
Срібний призер Чемпіонату Європи 1995 року.